# Episinus modestus
Episinus modestus är en spindelart som först beskrevs av Tamerlan Thorell 1898. Episinus modestus ingår i släktet Episinus och familjen klotspindlar.
Artens utbredningsområde är Myanmar. Inga underarter finns listade i Catalogue of Life.